# 商羊肋骨介
商羊肋骨介（学名：Costa shungyanga）为粗面介科肋骨介屬下的一个种。